# Teoria wypierania motywacji
Teoria wypierania motywacji (ang. Motivation crowding theory) – teoria motywacji opierająca się na założeniu, że ludźmi kieruje nie tylko motywacja zewnętrzna (uzyskanie korzyści i uniknięcie sankcji), ale również motywacja wewnętrzna (np.: ciekawość, chęć samorealizacji, satysfakcja z dobrze wykonanej pracy). W związku z tym zewnętrzne interwencje mogą powodować wzrost (efekt pobudzania) lub spadek (efekt wypierania) motywacji. Teoria ta głosi, że tradycyjne ekonomiczne teorie motywacji posiadają zbyt wąskie założenia dotyczące ludzkich aspiracji. Zakładając stałą interakcję pomiędzy motywacją wewnętrzną i zewnętrzną jest postrzegana przez wielu badaczy jako pomost pomiędzy modelem ekonomicznym, a teoriami psychologicznymi Kluczowym pytaniem, na które szuka ona odpowiedzi jest: „kiedy i dlaczego zachodzi wypieranie?”. Jest ona analizowana szczególnie pod względem relacji przełożony (organizacja) – pracownik.

## Efekt pobudzania i efekt wypierania
Efekty te zależą od tego, jak pracownicy postrzegają zewnętrzne motywatory – jako kontrolujące czy wspierające.
Efekt pobudzania (ang. crowding-in effect) – motywacja wewnętrzna zostanie pobudzona, jeśli pracownik postrzega interwencję zewnętrzną (np.: nagrodę lub sankcję) jako wspierającą.
Efekt wypierania (ang. crowding-out effect) – motywacja wewnętrzna zostanie wyparta, jeśli pracownik postrzega zewnętrzną interwencję jako ograniczenie swojej autonomii lub jeśli zewnętrzna interwencja wskazuje, że przełożony nie docenia motywacji lub kompetencji pracownika.
Wynik interwencji zewnętrznych może wciąż być pozytywny, jeśli efekty wyparcia są kompensowane przez przewidywane nagrody lub kary.
Wpływ interwencji zewnętrznych na motywacje wewnętrzną (pojawianie się efektu wypierania) przypisuje się dwóm procesom psychologicznym:
1. Obniżenie poczucia samostanowienia (ang. self-determination) – gdy ludzie postrzegają interwencję zewnętrzną jako ograniczającą ich możliwość samostanowienia, wewnętrzna motywacja jest zastępowana przez kontrolę zewnętrzną. Zgodnie z teorią poczucia umiejscowienia kontroli (ang. Locus of Control Theory) zachodzi wtedy zmiana z umiejscowienia motywacji z wewnętrznego na zewnętrzne. Pojawia się efekt nadmiernego uzasadnienia (ang. overjustication effect).
2. Obniżenie poczucia własnej wartości – gdy zewnętrzna interwencja uświadamia człowiekowi, że jego motywacja nie jest dostrzegana, motywacja wewnętrzna spada. U osoby, której zaangażowanie i kompetencje nie są doceniane spada poczucie własnej wartości.

## Geneza teorii
W 1970 brytyjski badacz społeczny Richard M. Titmuss w swojej książce The Gift Relationship dowiódł, że rekompensata finansowa za oddanie krwi może zmniejszyć chęć dostarcznia krwi przez krwiodawców.
Również psychologowie zidentyfikowali zjawisko obniżania się w pewnych warunkach poziomu motywacji wewnętrznej u osób badanych, pod wpływem otrzymywanych nagród. W 1973 roku Mark R. Lepper, David Greene i Richard E. Nisbett zdefiniowali swoje obserwacje w tym zakresie jako efektem nadmiernego uzasadniania (ang. overjustication effect), a Edward L. Deci w 1975 roku opisali zjawisko znane jako efekt korupcyjny (ang. corruption effect), który stanowił podstawę do rozwinięcia teorii oceny poznawczej (ang. Cognitive evaluation theory). W 1978 roku Lepper i Greene w swoim artykule The Hidden Cost of Reward opisali możliwe negatywne konsekwencje stosowania nagród.
W latach 90. szwajcarski ekonomista Bruno S. Frey wprowadził teorię wypierania motywacji do ekonomii i rozpoczął dyskusję nad możliwymi konsekwencjami wynikającymi z nagradzania i regulacji ludzkiego zachowania w powiązaniu z wieloma obszarami m.in. zapobieganiem przestępczości, podnoszeniem morale w pracy, polityką ochrony środowiska, krwiodawstwem i polityką podatkową.

## Zastosowanie praktyczne
Jeśli motywatory zewnętrzne (np. pochwała, nagroda) generują efekt wypierania, efektywność pracownika będzie mniejsza niż oczekiwano, a jeśli efekt wypierania jest wystarczająco duży, wydajność może zostać drastycznie obniżona.
Teoria ta zakłada również istnienie sytuacji „podwójnej wygranej” dla przełożonych, gdyż jeśli pracownicy kierują się motywacją wewnętrzną i postrzegają ingerencję kierownictwa (np. nagrody, polecenia) jako wspierające, rzeczywista motywacja pracowników będzie wzmocniona i wydajność ich pracy wzrośnie.
Wielu badaczy podkreśla rolę tej teorii w obszarze zarządzania zasobami ludzkimi w administracji publicznej, gdzie stosowanie metod zarządzania charakterystycznych dla sektora prywatnego (np.: wynagradzanie za wynik) może powodować znaczne wypieranie motywacji wewnętrznej i zachowań prospołecznych.